# يوهان جورج هيدلر
يوهان جورج هيدلر (28 فبراير 1792- 9 فبراير 1857)، كان عامل طاحونة ماهر، اعتُبر رسميًا بأنه جد أدولف هتلر لأبيه من قبل ألمانيا النازية. ومع ذلك لا يزال المؤرخون المعاصرون مختلفين بشأن ما إذا كان هيدلر في الواقع جد هتلر البيولوجي الأبوي.